# David Samuel Daniel Wyttenbach
David Samuel Daniel Wyttenbach auch: Daniel Wyttenbach der Ältere (* 24. Juni 1706 in Worb bei Bern; † 29. Juni 1779 in Marburg) war ein Schweizer reformierter Theologe.

## Leben
Daniel Wyttenbach der Ältere war Sohn des Pfarrers Daniel Wyttenbach und dessen Frau Susanne Blauner. Er lebte bis zu seinem siebenten Lebensjahr im Elternhaus. Dann wurde er zu seinem Großvater gebracht, wo er in Bern von Informatoren Unterricht erhielt. Im Alter von zwölf Jahren wurde er Student an der Universität Bern. Gesundheitliche Gebrechen nötigten ihn aufs Land zu seinem Vater zu ziehen. Hier kurierte er sich zwei Jahre lang aus und setzte 1720 seine theologischen Studien fort. 1728 zog er an die Universität Lausanne, wo er ein halbes Jahr Französisch lernte und sich mit den Gedanken von Gottfried Wilhelm Leibniz und John Locke vertraut machte. 1732 wurde er Kandidat des Predigtamtes und ging als Hilfsprediger zu seinem Vater nach Worb.
1735 begann er eine Bildungsreise, die ihn an die Universität Marburg führte. Hier machte er sich unter anderem intensiver mit der Ethik eines Christian Wolff vertraut. Nach anderthalb Jahren setzte er seine Bildungsreise fort. Nach kurzen Stippvisiten an der Universität Halle, der Universität Leipzig und der Universität Jena zog er schließlich in die Niederlande. Hier besuchte er die Universität Utrecht und Den Haag. Danach zog er nach Paris und kehrte 1737 zu seinem Vater zurück. 1740 wurde er Diakon an der Heiliggeistkirche in Bern, und im August 1746 wurde er Professor der Theologie an der Universität Bern. Die Professur trat er mit der Antrittsrede Praelectio de iis, quae observanda sunt circa theologiam et dogmaticam, et elenchticam docendam an.
Nachdem er zehn Jahre lang die theologische Dogmatik und Ethik unterrichtet hatte, wurde er am 21. Januar 1756 zum Professor der Theologie an die Universität Marburg berufen. Sein neues Amt trat er am 8. November 1756 mit der Einführungsrede De principiis statuum evangelicorum circa res ecclesiasticas an und wurde nach gehaltener Rede zum Doktor der Theologie promoviert. Kurz darauf wurde er Konsistorialrat und Inspektor der reformierten Kirchen und Schulen des Fürstentums Oberhessen. Diese Aufgaben legte er am 22. Juli 1771 nieder, da er erblindete. Seine übrige Lebenszeit widmete er sich den akademischen Arbeiten. Dabei hielt er vor allem Vorlesungen zur Dogmatik, Polemik, Kirchenrecht und biblische Hermeneutik. Wyttenbach war ein dogmatischer Anhänger von Wolff und so ein früher Vertreter der Aufklärungstheologie.

## Familie
1743 heiratete er die Junkerstochter Rosina Lombach († 1772), aus welcher Ehe elf Kinder hervorgingen. Von den Kindern kennt man:
- Susanne (* 1743), verheiratet mit dem Professor der zeichnenden Künste in Hanau Jean Louis Gallien (* um 1730 in Paris; † 4. Juli 1809 in Hanau)
- Johanette (* 1745), verheiratet mit dem Pfarrer in Stettlen bei Bern Immanuel Salchli
- Daniel Albert (* 7. August 1746; † 17. Januar 1820), verheiratet mit Johanna Gallien (* 1773 in Hanau; † 26. April 1830), wurde Professor an der Universität Leiden
- Gabriel Nicolaus (* 1754), wurde Offizier der Schweizer Legion in den Niederlanden
- Amalie Susanne Magarethe (* 1763)

## Werke
- Praecipua doctrinae christianae capita ex primis principiis deducta. Bern 1732
- Tentamen Theologiae dogmaticae methodo scientifica pertractatae. Bern 1741–1747 3. Bde.
- Kurzer Entwurf der ganzen christlichen Religion. Bern 1744, 1756
- Praelectio de iis, quae observanda sunt circa theologiam et dogmaticam, et elenchticam docendam. Bern 1747
- Compendium Theologiae dogmaticae et moralis. Frankfurt am Main 1754
- Theologiae elenchticae initia. Frankfurt am Main 1759
- Elementa hermeneuticae sacrae. Marburg 1760
- Sciagraphia Theologiae didacticae. Marburg 1768
- Mein Daniel Wyttenbachs Memoria oder Lebens-Umstände, Autobiographie, erstmals veröffentlicht durch Herrmann Müller: Wyttenbachiana.  In: Altpreußische Monatsschrift, Band 15, Königsberg in Pr. 1878,  S. 67–99,  insbesondere S. 70–88.
- Die Vortheile der Reformation für die Römisch-Katholischen, als ein Beweis, dass sie deswegen die Reformation nicht für böse halten, daher keinen Religionshass gegen die Protestanten hegen und äussern sollten. Dabay die Pflichten der Protestanten gegen die Katholiken und jener gegen einander, auch gegen den Lehrstand, desgleichen gegen die Secten asngedrungen werden. Frankfurt 1769, Marburg 1779